# Єжи Юзеф Шембек
Єжи Шембек (пол. Jerzy Szembek; нар. 14 червня 1851, Бершадь — пом. 26 липня 1905, Поремба) — російський католицький єпископ, одинадцятий архієпископ могиловський.

## Біографія
Походив з роду графів Шембеків, повне ім'я — Єжи Юзеф Елізеуш Шембек (пол. Jerzy Józef Elizeusz Szembek). Навчався на філософському факультеті Краківського університету. Після закінчення університету мріяв про присвячення життя Церкві. Деякий час проживав в Африці, знайомлячись з роботою католицьких місій. У 1881 році за наполяганням сім'ї повернувся на батьківщину, де вступив в управління фамільними маєтками.
Наприкінці 1880-х років під впливом свого товариша Андрея Шептицького Шембек прийняв остаточне рішення щодо своєї церковної кар'єри. Після закінчення Саратовської духовної семінарії 19 березня 1893 року був рукоположений у священики. Служив у Саратові та Астрахані, викладав у Саратовській семінарії і був членом місцевого кафедрального капітулу. На його фамільні гроші був збудований в 1899 році Храм Святого Миколая в Царицині (тепер Волгоград).
15 квітня 1901 року папа Лев XIII призначив Єжи Шембека єпископом Плоцька, місяцем пізніше це призначення було схвалене Миколою II. Єпископська хіротонія, яку очолював архиєпископ-митрополит Могильова Болеслав Ієронім Клопотовський відбулася 30 червня 1901 року.
В лютому 1903 року приїхав до Петербурга на похорон архієпископа Клопотовського, після похорону відвідав Рим, де доповів папи Лева XIII про поточний стан католиків в Російській імперії.
9 листопада 1903 року призначений Папою новим архиєпископом-митрополитом могильовським. 12 лютого 1904 року імператор Микола II затвердив це призначення. Єжи Шембек послідовно і ефективно відстоював права католиків, які утискувала царська влада. Зокрема він вперше в історії Могильовської архідієцезії скликав єпархіальний собор, такий, що виробив меморандум, де перераховувалися побажання католицьких єпископів і священників державі щодо зміни тих законів, які пастирській діяльності. Меморандум був представлений Шембеком Миколі II та СергіюВітте.
У 1904 році ще раз відвідав Рим. Папа передав персональний подарунок цесаревичу Олексію — картину. Багато часу Шембек приділяв візитації католицьких парафій, особливо тих, які давно не відвідувалися єпископами. Брав велику участь у насущних потребах Петербурзької католицької духовної академії. Наприкінці 1904 — на початку 1905 року скликав перший з'їзд католицьких катехитів Російської імперії та зумів домогтися від Міністерства освіти дозволу на ряд заходів, спрямованих на поліпшення катехизації католицької молоді.
У 1905 році захворів і вирушив на лікування до Марієнбаду (сучасне м. Маріанські-Лазні), однак не доїхавши до місця призначення, помер 26 липня 1905 року в дорозі в польському місті Поремба.